# Kernia pachypleura
Kernia pachypleura är en svampart som beskrevs av Malloch & Cain 1971. Kernia pachypleura ingår i släktet Kernia och familjen Microascaceae.   Inga underarter finns listade i Catalogue of Life.